# Britt Lundberg

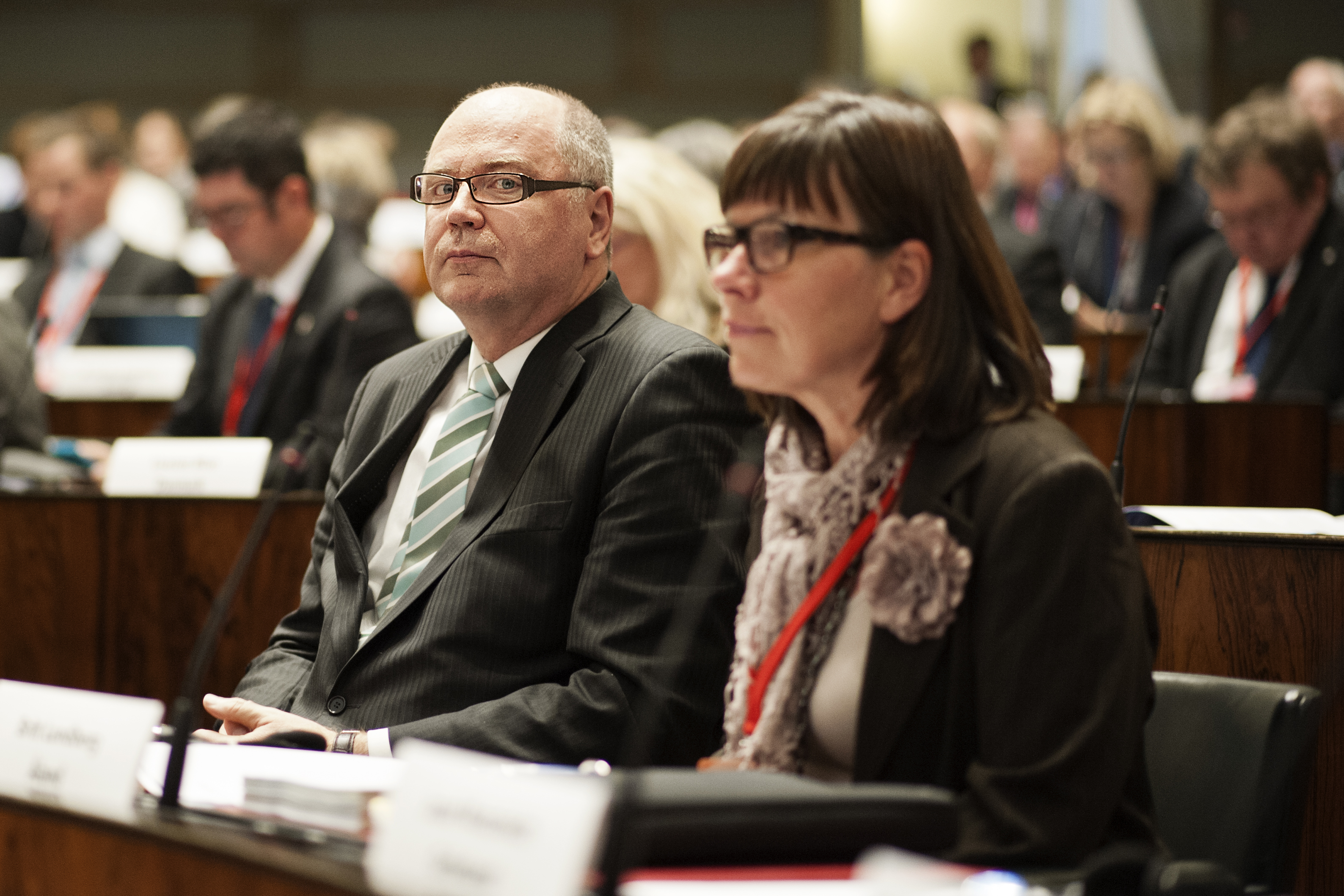
Britt Lundberg (rechts, 2012)

Britt Lundberg (* 19. April 1963) ist eine Politikerin der Åland-Inseln, einem autonomen Territorium Finnlands.
Sie war im Jahr 2017 Präsidentin des Nordischen Rates.
Lundberg war von  1999 bis 2004 Mitglied des åländischen Parlaments Lagting. Von 2011 bis 2015 war sie Sprecherin des Parlaments von Åland, stellvertretende Ministerpräsidentin und von 2007 bis 2011 Ministerin für Kultur und Bildung, 2005 bis 2007 Ministerin für Verwaltung, Gleichstellung und EU-Angelegenheiten.  